# Xerophaeus phaseolus
Xerophaeus phaseolus är en spindelart som beskrevs av Tucker 1923. Xerophaeus phaseolus ingår i släktet Xerophaeus och familjen plattbuksspindlar. Inga underarter finns listade i Catalogue of Life.